# Arkyidae
Arkyidae – rodzina pająków z infrarzędu Araneomorphae. Zalicza się doń 38 opisanych gatunków. Występują w krainie australijskiej, od Moluków po Tasmanię.

## Morfologia

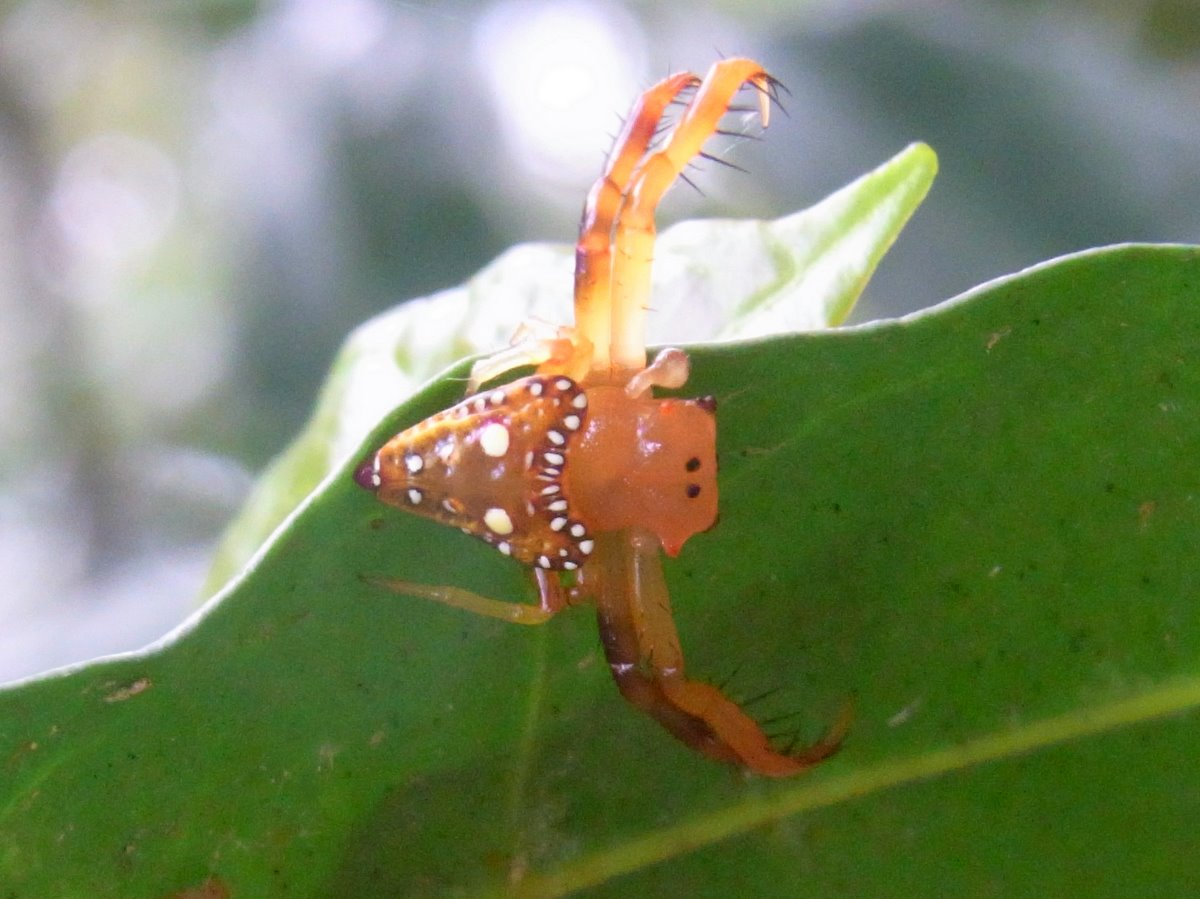
Arkys lancearius

Prosoma u obu płci cechuje się oczami pary tylno-środkowej leżącymi bardziej z tyłu niż pary tylno-bocznej oraz oczami pary tylno-środkowej rozstawionymi znacznie szerzej niż przednio-środkowej. Odnóża pierwszej pary samca wyróżniają się obecnością na przednio-bocznej części stopy poletka porośniętego krótkimi i gęsto rozmieszczonymi szczecinkami, co jest cechą unikalną rodziny. Opistosoma (odwłok) u samca odznacza się trójkątnym w zarysie kształtem, z u samicy obecnością dwóch rzędów widocznych od strony grzbietowej przyczepów mięśni (sigillae). Unikalną cechą rodziny jest obecność na tylno-bocznej parze kądziołków przędnych u obu płci silnie powiększonych gruczołów zagregowanych o trąbkowatym kształcie oraz całkowity brak na tejże parze kądziołków gruczołów wiciowatych. Nogogłaszczki samców charakteryzuje brak radiksu.

## Rozprzestrzenienie
Rodzina endemiczna dla krainy australijskiej. Jeden gatunek znany jest z wyspy Buru w archipelagu Moluków (Indonezja), 9 z Nowej Gwinei, 4 z Nowej Kaledonii, 22 z kontynentalnej Australii, 4 z Tasmanii, a jeden jest endemitem wyspy Lord Howe.

## Taksonomia
Takson ten wprowadzony został w 1872 roku przez Ludwiga C.C. Kocha. Przez dłuższy czas umieszczany był w rodzinie krzyżakowatych jako podrodzina. Wyniki analizy filogenetycznej Dimitara Dimitrowa i współpracowników z 2016 roku pozwoliły wynieść tę podrodzinę do rangi niezależnej rodziny, umieszczając ją jako siostrzaną dla kwadratnikowatych, aczkolwiek w analizie tej brano pod uwagę tylko rodzaj Arkys.
Do Arkyidae należy 38 opisanych gatunków, sklasyfikowanych w dwóch rodzajach:
- Arkys Walckenaer, 1837
- Demadiana Strand, 1929

Monofiletyzm tak zdefiniowanych Arkyidae jest dobrze wsparty synapomorfiami w budowie stopy samców oraz układzie gruczołów w kądziołkach przędnych.